# Cloruro di rubidio
Il cloruro di rubidio è il sale di rubidio dell'acido cloridrico.
A temperatura ambiente si presenta come un solido bianco inodore.